# Helen Chandler
Helen Chandler   (Charleston, 1 de febrer de 1906 - Hollywood, 30 d'abril de 1965) va ser una actriu de cinema i teatre nord-americana, coneguda especialment per interpretar Mina Seward, protagonista de la pel·lícula de terror de 1931 Dràcula.

## Carrera

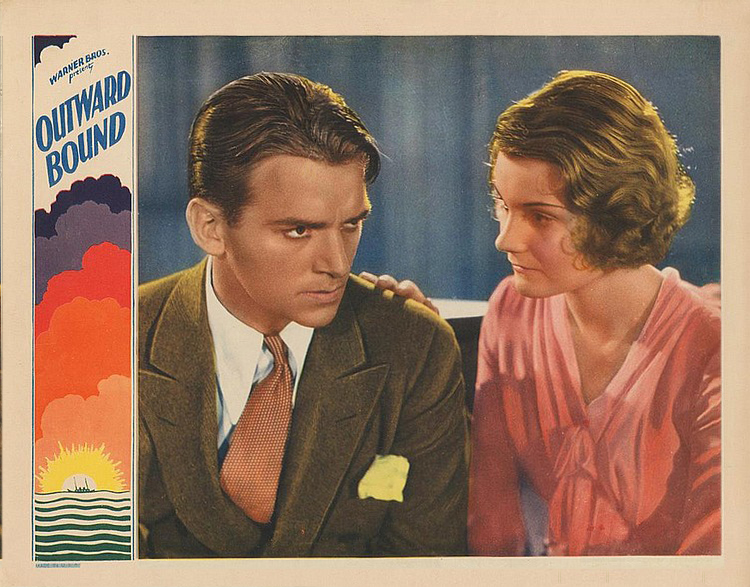
Douglas Fairbanks Jr. i Helen Chandler a Outward Bound (1930).

Chandler va estudiar a la Professional Children's School de Nova York i va fer el seu debut a Broadway el 1918 al Globe Theatre en l'obra Penrod. Les seves primeres actuacions inclouen Richard III d'Arthur Hopkins el 1920, protagonitzada per John Barrymore, Macbeth el 1921 amb Lionel Barrymore; Hedvig a The Wild Duck d'Henrik Ibsen el 1925 i Ofèlia a la versió moderna de Hamlet de 1925, protagonitzada per Basil Sydney. En el moment d'actuar en la seva primera pel·lícula, ja havia participat en més de vint produccions de Broadway.
Va fer el seu debut cinematogràfic el 1927 a la pel·lícula muda The Music Master i el 1930 es va unir a Leslie Howard, Douglas Fairbanks, Jr. i Beryl Mercer per a Outward Bound, la versió cinematogràfica de l'èxit teatral amb el mateix nom. Tractava d'una inusual història narrada per un grup de passatgers d'un transatlàntic que a poc a poc s'adonen que tots estan morts i aviat s'enfrontaran al Judici Final. Chandler, amb la seva cabellera rossa i la seva qualitat etèria, es considerava l'elecció perfecta pel paper, i va rebre elogis de la crítica per la seva gran actuació.
Chandler no volia interpretar el paper pel que ha passat a la història: Mina a Dracula (1931). En lloc d'això volia interpretar Alícia a Alice in Wonderland. Tot i això, Chandler es va unir a David Manners i Béla Lugosi en la que es va convertir en una de les pel·lícules de més èxit realitzades fins al moment: la cèlebre pel·lícula Dracula. Chandler va aparèixer amb Manners aquell mateix any a The Last Flight, també protagonitzada per Richard Barthelmess i John Mack Brown . Va aconseguir més fama amb A House Divided (1931) i Cap a les altures (1933), alhora que va repartir el seu temps entre pel·lícules, treballs de ràdio i papers teatrals a Los Angeles, Nova York i Londres.
El 1934 va protagonitzar, juntament amnb l'actor britànic Will Hay, Radio Parade de 1935 i va interpretar un paper a Lux Radio a Alibi Ike amb Joe E. Brown (1937). Alguns dels seus èxits escènics posteriors van ser Within The Gates (1934), Pride and Prejudice (1935), Lady Precious Stream (1936) amb el seu marit del moment Bramwell Fletcher i una repetició del seu paper cinematogràfic a Outward Bound el 1938.

## Vida personal
Helen Frances Chandler va néixer l'1 de febrer de 1908 a Nova York, segons la seva família, tot i que s'ha documentat que va ser el 1906 a Charleston, Carolina del Sud o el 1909 a Nova York, segons la font. Els seus pares eren Leland S. i Frances (née Murray) Chandler. La seva família va viure a Charleston durant un temps, durant el qual va néixer el seu germà petit Leland M. Chandler. Ella i el seu germà van ser criats per la seva mare en el món del teatre, tot i que el seu germà es va rebel·lar i va renunciar a dedicar-s'hi. Chandler viuria més tard amb el seu germà i la seva família a la zona de Los Angeles des dels anys 30 fins als 50.
El primer matrimoni de Chandler va ser amb l'escriptor Cyril Hume el 1930, però es van divorciar el 1934. Posteriorment es va casar amb l'actor Bramwell Fletcher el 14 de febrer de 1935, a l'església de Riverside de Nova York, però es van divorciar el 1940. Des del 3 de febrer de 1943 fins a la seva mort, Chandler va estar casada amb Walter S. Piascik, un mariner mercant.
A finals de la dècada de 1930 va haver d'enfrontar-se a l'alcoholisme i la seva carrera d'actriu va entrar en decadència. Va ser hospitalitzada diverses vegades, però no va aconseguir posar ordre a la seva vida. L'any 1950, Chandler va patir greus cremades l'incendi del seu apartament. La causa va ser que es va adormir mentre fumava. Va sobreviure però el seu cos va quedar molt desfigurat. El seu alcoholisme no va disminuir després de l'accident.

## Mort
Chandler va morir el 30 d'abril de 1965 després d'una operació a Hollywood, Califòrnia i va ser incinerada segons els seus desitjos. El seu marit, Walter Piascik, va sobreviure. El lloc d'enterrament  original de Chandler era la capella privada del crematori Chapel of the Pines de Los Angeles. Després d'una recaptació de fons en línia liderat per la investigadora Jessica Wahl i el creador del canal de YouTube de Hollywood Graveyard Arthur Dark, i amb el permís de la seva família, les cendres de Chandler van ser traslladades al mausoleu de la catedral de Hollywood Forever Cemetery el 13 de juliol de 2023.

## Filmografia
- The Music Master (1927) en el paper de Jenny
- The Joy Girl (1927) en el paper de Flora
- Mother's Boy (1929) en el paper de Rose Lyndon
- Salute (1929) en el paper de Nancy Wayne
- The Sky Hawk (1929) en el paper de Joan Allan
- Rough Romance (1930) en el paper de Marna Reynolds
- Outward Bound (1930) en el paper d'Ann
- Mothers Cry (1930) en el paper de Beattie Williams
- Dracula (1931) en el paper de Mina Seward
- Daybreak (1931) en el paper de Laura Taub
- Salvation Nell (1931) en el paper de Nell Saunders
- The Last Flight (1931) en el paper de Nikki
- Fanny Foley Herself (1931) en el paper de Lenore
- A House Divided (1931) en el paper de Ruth Evans
- Vanity Street (1932) en el paper de Jeanie Gregg
- Behind Jury Doors (1932) en el paper d'Elsa Lanfield
- Christopher Strong (1933) en el paper de Monica Strong
- Alimony Madness (1933) en el paper de Joan Armstrong
- Dance Hall Hostess (1933) en el paper de Nora Marsh
- Goodbye Again (1933) en el paper d'Elizabeth Clochessy
- The Worst Woman in Paris? (1933) en el paper de Mary Dunbar
- Long Lost Father (1934) en el paper de Lindsey Lane
- Midnight Alibi (1934) en el paper d'Abigail
- Unfinished Symphony (1934) en el paper d'Emmie Passeuter
- Radio Parade of 1935 (1934) en el paper de Joan Garland
- It's a Bet (1935) en el paper de Clare
- Mr. Boggs Steps Out (1938) en el paper d'Oleander Tubbs (darrer paper)
- Renfield (2023) com a Mina Seward (pòstum; metratge d'arxiu)